# (15957) Gemoore
(15957) Gemoore est un astéroïde de la ceinture principale.

## Description
(15957) Gemoore est un astéroïde de la ceinture principale. Il fut découvert le 22 janvier 1998 à Kitt Peak par le projet Spacewatch. Il présente une orbite caractérisée par un demi-grand axe de 2,93 UA, une excentricité de 0,11 et une inclinaison de 1,1° par rapport à l'écliptique.

## Compléments